# Những cuộc phiêu lưu của Sherlock Holmes và bác sĩ Watson
Những cuộc phiêu lưu của Sherlock Holmes và bác sĩ Watson (tiếng Nga: Приключения Шерлока Холмса и доктора Ватсона) là phần hai trong loạt phim truyền hình Liên Xô về đời hành hiệp của đôi nhân vật thám tử Sherlock Holmes và bác sĩ Watson, xuất phẩm tháng 9 năm 1980 tại Moskva.

## Lịch sử
Phim được chuyển thể từ các tập truyện Kế hoạch của Charles Augustus Milverton (The adventure of Charles Augustus Milverton), Án kiện cuối cùng (The final problem) và Bí mật căn nhà hoang (The adventure of the empty house) của tác giả Arthur Conan Doyle.

## Nội dung
- Tập 1: Trùm tống tiền

Trong một chuyến viếng kín tại câu lạc bộ Bagatelle, Mycroft Holmes đề nghị cậu em Sherlock hết sức giúp mình giải quyết vướng mắc của phu nhân Huxley, đặc biệt can hệ trùm tống tiền khét tiếng London là Charles Augustus Milverton. Ngay khi được đàn em báo rằng nhà Holmes đã can dự, Milverton nhanh chân tới số 221B phố Baker tính cách điều đình. Tuy nhiên, cả Sherlock Holmes và bác sĩ Watson tiếp y với biểu hiện lạnh nhạt.
Hai người lặng lẽ tiến hành cuộc do thám biệt thự Milverton để ban đêm đột nhập hòng hủy mọi chứng vật y dùng tống tiền bọn người xã hội thượng lưu. Nhưng việc chưa xong thì một nhân vật bí ẩn ra tay hạ sát Milverton. Vụ này gây chấn động thế giới ngầm London, đồng thời khiến Scotland Yard đưa các nhân vật 221B phố Baker vào diện tình nghi.
Trong một buổi sáng ảm đạm, tên bợm râu xồm đem cho Sherlock Holmes một bức thư cảnh báo, nhưng điều khiến Holmes chú ý là ký tự M nơi góc thư.
- Tập 2: Vụ ẩu đả chí mạng

Sherlock Holmes sở hữu một danh mục tội phạm sừng sỏ mà ông biết qua mặt báo và những lần chạm trán. Hai cái tên Sebastian Moran và James Moriarty thuộc thể phân loại M gây nhiều hoài nghi nhất.
Holmes dặn bác sĩ Watson theo dõi động tĩnh cựu binh Sebastian Moran, còn mình trực tiếp đi gặp giáo sư James Moriarty để điều tra chân tướng. Trong cuộc kiến diện tại một địa điểm bí mật, giáo sư Moriarty hiện nguyên hình là trùm thế giới ngầm London, có khả năng thao túng giới tội phạm toàn Âu châu. Thế nhưng, chủ đích cuộc gặp này, Moriarty không nhằm hại Holmes mà chỉ nâng mức cảnh báo.
Rời chỗ Moriarty, Holmes về nhà dọn sẵn cho những tình huống xấu nhất. Ông dặn kĩ bác sĩ Watson phải bảo vệ bà Hudson và công tử bột Ronald Adair, còn ông cải trang trốn vào Âu lục. Trên chuyến tàu tốc hành London sang Thụy Sĩ, Holmes và Watson phải tìm cách né sự săn sùng của đồng bọn Moriarty. Nhưng khi đến khách sạn Reichenbach, Holmes đột ngột đổi ý.
Một hôm, ông khéo mời Watson đi chơi thác Reichenbach, rồi bỗng dưng đuổi bác sĩ về khách sạn trước. Đúng lúc Watson lui gót, giáo sư Moriarty xuất hiện. Trước khi giải quyết oán cừu đôi bên, Holmes xin phép để mấy dòng cho Watson, Moriarty đồng ý. Trong cuộc ẩu đả baritsu, cả hai lăn tòm xuống vực mất tích. Watson quay lại tìm mà không thấy Holmes đâu, đành ngậm ngùi về London.
- Tập 3: Săn bắt hổ

Trong những ngày buồn thảm tưởng Holmes chết, bà Hudson và bác sĩ Watson thường giở thư tuyệt mạng của ông ra đọc cho đỡ nhớ. Cũng thời gian này, Watson hay lui tới câu lạc bộ đánh bài để theo dõi Sebastian Moran và ngầm bảo vệ Ronald Adair. Một đêm, cảnh sát xộc vào tận giường ngủ bắt Watson, vu cho ông tội sát hại Ronald Adair.
Sherlock Holmes bèn cải trang mò về, nhưng chỉ bà Hudson và bác sĩ Watson cùng tên râu xồm được biết. Ngay sau đó, bộ ba nhờ thêm Mycroft Holmes phác thảo kế hoạch lật tẩy mặt thật của Sebastian Moran. Một lần nữa, công trạng tố giác tội phạm lại được đặt vào tay thanh tra Lestrade, còn bọn Holmes vẫn không được đoái hoài. Sau đó, Holmes thuật lại cho bác sĩ Watson duyên do mình thoát nạn.

## Kĩ thuật
Phim do cơ quan Goskino đặt hàng đặc biệt với hãng Lenfilm, dự định làm một cặp phát trên truyền hình nhằm thăm dò thị hiếu khán giả đương thời. Do nhận được sự hưởng ứng tích cực của đông đảo bạn xem đài, đạo diễn Igor Maslennikov quyết định triển khai thêm các phần mới.

### Sản xuất
- Thiết kế: Mark Kaplan, Nelli Lev
- Âm nhạc: Vladimir Dashkevich
- Nhạc trưởng: A. Dmitryev

### Diễn xuất
- Vasily Livanov... Sherlock Holmes
- Vitaly Solomin... Bác sĩ Watson
- Rina Zelyonaya... Bà Hudson
- Borislav Brondukov... Thanh tra Lestrade
- Igor Dmitryev... Thanh tra Gregson
- Boris Klyuyev... Mycroft Holmes
- Boris Ryzhukhin... Charles Augustus Milverton
- Viktor Yevgrafov... Giáo sư Moriarty
- Aleksey Kozhevnikov... Ông Murray
- Aleksandr Zakharov... Ronald Adair
- Svetlana Kryuchkova... Agatha
- Valentina Panina
- Anatoly Podshivalov